# 아체어
아체어(영어: Acehnese, 아체어: Basa/Bahsa Acèh)는 인도네시아 수마트라섬 아체주의 주요 민족인 아체족의 언어이다. 말레이폴리네시아어파에 속한다. 말레이시아 크다주의 얀군(Yan郡)처럼 아체족 인구가 많은 말레이시아 일부 지역에서도 쓰인다.

## 분류
아체어는 오스트로네시아어족의 말레이폴리네시아어파에 속한다. 아체어와 가장 가까운 친척은 참어군 언어들로 대부분 베트남에서 쓰인다. 참어군과 가장 가까운 친척은 말레이어군으로, 여기에는 수마트라에서도 쓰이는 미낭카바우어를 비롯해 인도네시아의 국어인 인도네시아어 등이 속한다.
폴 시드웰은 아체어에 오스트로아시아어족 기층이 존재할 가능성이 크다고 주장한다.

## 사용 지역

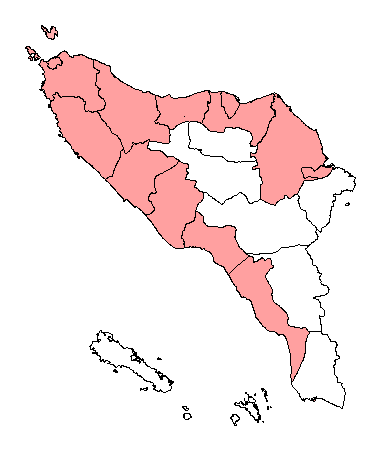
아체주의 군 중 아체어가 다수를 점하는 지역

아체어는 주로 아체주의 해안 지역에서 쓰인다. 적어도 아체주의 다음 4개 도시와 13개 군에서 아체어가 사용된다.
도시
1. 사방
2. 반다아체
3. 록세우마웨
4. 랑사

북동해안
1. 아체브사르
2. 피디으
3. 피디으자야
4. 비레우엔
5. 북아체(일부 가요어 사용 지역 제외)
6. 동아체(주로 마냑파옛 지역과 쿠알라심팡 지역. 나머지 지역은 말레이어 방언 사용)
7. 아체타미앙

남서해안
1. 아체자야
2. 서아체
3. 나간라야
4. 남서아체(미낭카바우어를 사용하는 수소(Susoh) 지역 제외)
5. 남아체(클루엣어 및 미낭카바우어도 사용)

## 방언
아체어에는 적어도 다음 10개의 방언이 있다. 파세(Pasè, 또는 북아체(North Aceh)), 프상안(Peusangan), 피디으(Pidië), 부응(Buëng), 반다(Banda), 다야(Daya), 믈라보(Meulabôh), 스나간(Seunagan), 투농(Tunong).

## 음운론

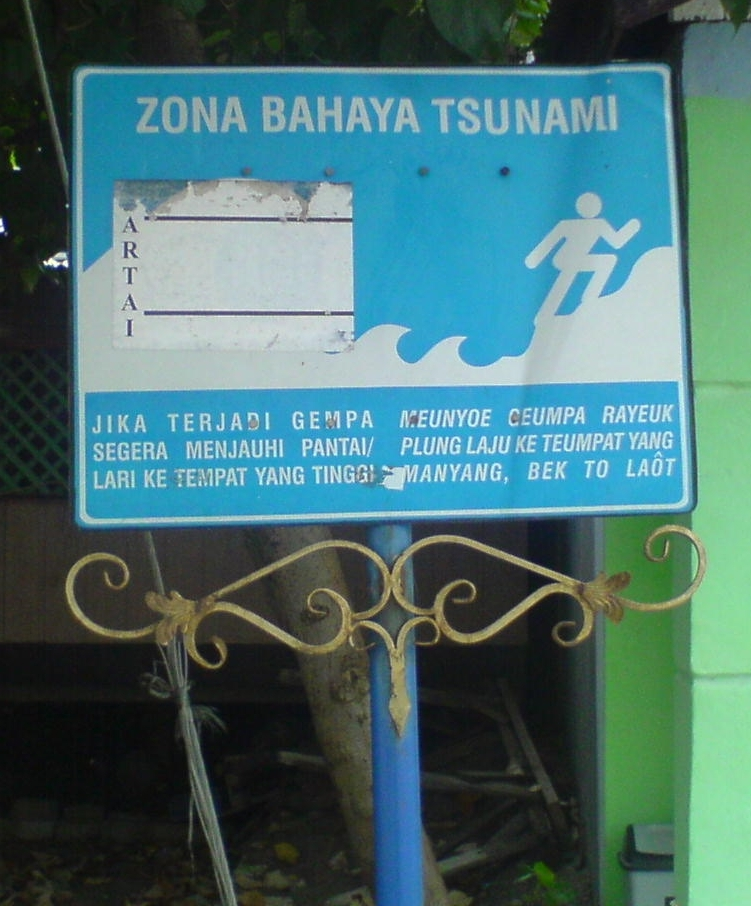
인도네시아어와 아체어로 된 쓰나미 경고 표지판

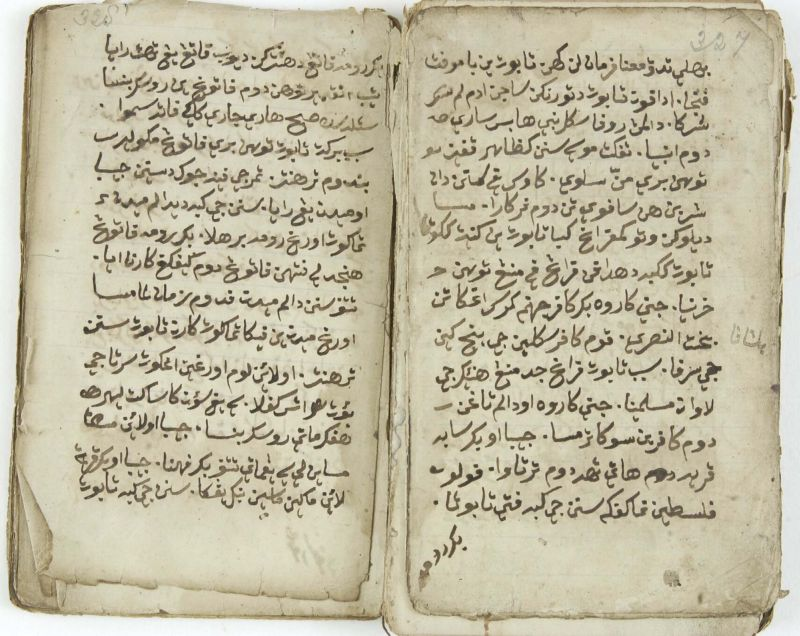
히카얏 프랑 사비

### 모음
아체어에는 단모음과 이중모음, 구강모음과 비모음 음소가 있다.

#### 구강모음
다음은 아체어 구강모음 단모음 음소를 나타낸 표이다.
| 고모음   | i | ɨ~ɯ | u |
| 중고모음 | e | ə   | o |
| 중저모음 | ɛ | ʌ   | ɔ |
| 저모음   |   | a   |   |

다음 표는 /ə/로 끝나는 구강 이중모음을 나타낸 것이다.
| /iə/ | /ɯə/ | /uə/ |
| /ɛə/ | /ʌə/ | /ɔə/ |

다음 표는 /i/로 끝나는 구강 이중모음을 나타낸 것이다.
|      | /ui/ |
| /əi/ | /oi/ |
| /ʌi/ | /ɔi/ |
| /ai/ |      |

#### 비모음
다음은 아체어의 비모음 단모음 음소를 나타낸 표이다.
| 고모음   | ĩ | ɯ̃ | ũ |
| 중저모음 | ɛ̃ | ʌ̃ | ɔ̃ |
| 저모음   |   | ã |   |

비모음 이중모음으로는 /ĩə̃ ɯ̃ə̃ ũə̃ ɛ̃ə̃/와 /ãĩ/가 있다.

### 자음
다음은 아체어 자음 음소를 나타낸 표이다.
|                 | 순음 | 순음 | 순치음 | 순치음 | 치경음 | 치경음 | 후치경음 | 후치경음 | 경구개음 | 경구개음 | 연구개음 | 연구개음 | 성문음 | 성문음 |
| --------------- | ---- | ---- | ------ | ------ | ------ | ------ | -------- | -------- | -------- | -------- | -------- | -------- | ------ | ------ |
| 파열음          | p    | b    |        |        | t      | d      |          |          | c        | ɟ        | k        | ɡ        | ʔ      |        |
| 비음            |      | m    |        |        |        | n      |          |          |          | ɲ        |          | ŋ        |        |        |
| 후파열음화 비음 |      | mᵇ   |        |        |        | nᵈ     |          |          |          | ɲᶡ       |          | ŋᶢ       |        |        |
| 전동음          |      |      |        |        |        | r      |          |          |          |          |          |          |        |        |
| 마찰음          |      |      | (f)    |        | s      | z      | ʃ        |          |          |          |          |          | h      |        |
| 접근음          |      |      |        |        |        |        |          |          |          | j        |          | w        |        |        |
| 접근음          |      |      |        |        | l      |        |          |          |          |          |          |          |        |        |

참고
- 음절말 ⟨k⟩ 글자는 /ʔ/를 나타낸다. 단, 최근에 들어온 몇몇 외래어에서는 그렇지 않다.
- /f/, /z/, /ʃ/는 외래어에 나타나는 소리들이며 각각 /ph/, /dh/, /ch/로 대체되는 경우가 많다.
- 후파열음화 비음(구강 개방되는 비음)은 “funny nasals”[7]라고도 불린다. 비음-파열음 연쇄 /mb/, /nd/, /ɲɟ/, /ŋɡ/와는 구별된다. 예를 들어 /banᵈa/ ‘항구’와 /mandum/ ‘모두’ 따위의 대립이 있다.[8]

### 음소배열론
아체어 음절의 구조는 C(C)V(C)이다. 음절말에 올 수 있는 자음은 /p, t, j, ʔ, h, m, n, ŋ/뿐이다. 단, /p, t, j/는 형태소의 마지막 음절일 때만 가능하다. 음절초에 올 수 있는 자음군은 다음과 같다.
- /p, t, c, k, b, d, ɟ, ɡ, r, l/ + /h/
- /p, t, c, k, b, d, ɟ, ɡ/ + /r/
- /p, k, b, ɡ/ + /l/
- /ŋr/: /ŋram/ ‘화나다’에만 나타난다.

### 문자
과거에 아체어는 아랍 문자를 변형한 자위 문자(말레이어: Jawi, 아체어: Jawoë 자워으)로 적었지만, 오늘날에는 예전만큼 흔하게 쓰이지 않는다. 네덜란드의 식민 지배 이래로 아체어는 로마자로 쓰이고 있으며 기본 글자에 더해 é, è, ë, ö, ô를 사용한다. 모음 /ɨ/는 ⟨eu⟩로 표기한다. 글자 f, q, v, x, z는 외래어에만 쓰인다.
| 철자 | 음소 | 개음절                 | 폐음절                                                                           |
| ---- | ---- | ---------------------- | -------------------------------------------------------------------------------- |
| a    | /a/  | ba /ba/ ‘나르다’       | bak /baʔ/ ‘나무’                                                                 |
| e    | /ə/  | le /lə/ ‘많은’         | let /lət/ ‘빼다’                                                                 |
| é    | /e/  | baté /bate/ ‘잔’       | baték /bateʔ/ ‘바틱’                                                             |
| è    | /ɛ/  | bè /bɛ/ ‘냄새’         | bèk /bɛʔ/ ‘~하지 마라’ (예: bèk neupajoh boh gantang lôn ‘너 내 튀김 먹지 마라’) |
| ë    | /ə/  | huë /huə/ ‘당기다’     | huëk /huəʔ/ ‘숨막히다’                                                           |
| eu   | /ɯ/  | keu /kɯ/ ‘앞’          | keuh /kɯh/ ‘2인칭 접미사’                                                        |
| i    | /i/  | di /di/ ‘~에서’        | dit /dit/ ‘조금’                                                                 |
| o    | /ɔ/  | yo /jɔ/ ‘겁먹은’       | yok /jɔʔ/ ‘흔들다’                                                               |
| ô    | /o/  | rô /ro/ ‘흘리다’       | rôh /roh/ ‘들어가다’                                                             |
| ö    | /ʌ/  | pö /pʌ/ ‘날다’         | pöt /pʌt/ ‘뽑다’                                                                 |
| u    | /u/  | su /su/ ‘소리, 목소리’ | sut /sut/ ‘떼다’                                                                 |

참고
- 비모음은 대응하는 구강모음의 철자 앞에 아포스트로피를 붙여 ⟨’a⟩ (/ã/), ⟨’eue⟩ (/ɯ̃ə̃/) 따위로 나타낸다.
- 이중모음의 두번째 성분이 /ə/인 경우 ⟨e⟩로 적는다.

| 철자 | 음소                | 비고                                          |
| ---- | ------------------- | --------------------------------------------- |
| b    | /b/                 |                                               |
| c    | /c/                 |                                               |
| d    | /d/                 |                                               |
| f    | /f/                 | 외래어에 쓰임. 일반적으로 p (/p/)로 대신함.   |
| g    | /g/                 |                                               |
| h    | /h/                 |                                               |
| j    | /ɟ/                 |                                               |
| k    | /k/, 음절말에선 /ʔ/ |                                               |
| l    | /l/                 |                                               |
| m    | /m/                 |                                               |
| mb   | /mᵇ/                |                                               |
| n    | /n/                 |                                               |
| nd   | /nᵈ/                |                                               |
| ng   | /ŋ/                 |                                               |
| ngg  | /ŋᶢ/                |                                               |
| nj   | /ɲᶡ/                |                                               |
| ny   | /ɲ/                 |                                               |
| p    | /p/                 |                                               |
| q    | /q, k/              | 외래어에 쓰임. 일반적으로 k (/k/)로 대신함.   |
| r    | /r/                 |                                               |
| s    | /s/                 |                                               |
| sy   | /ʃ/                 |                                               |
| t    | /t/                 |                                               |
| v    | /v/                 | 외래어에 쓰임. 일반적으로 b (/b/)로 대신함.   |
| w    | /w/                 |                                               |
| x    | /ks/                | 외래어에 쓰임. 일반적으로 ks (/ks/)로 대신함. |
| y    | /j/                 |                                               |
| z    | /z/                 | 외래어에 쓰임.                                |

## 문법
아체어에는 명사에 붙는 격 표지가 없으며, 동사는 활격 논항(행위자, Actor)과 불활격 논항(피행위자, Undergoer) 논항 모두에 일치할 수 있으며 이 일치 체계는 활격-불활격 정렬을 따른다.
타동사의 경우, 활격 논항(행위자)은 동사 앞에 붙는 후접어로 반드시 표시된다. 불활격 논항(피행위자)는 동사 뒤에 붙는 전접어로 선택적으로 표시될 수 있다.
| (0) | Lôn                   | ka=lôn=poh=geuh.   |
|     | I                     | INCHOATIVE=1=hit=3 |
|     | "내가 그를 쳤다."[17] |                    |
한편 자동사는 논항 구조에 따라 세 종류로 나뉜다. (1) 활격 논항을 받는 자동사. (2) 불활격 논항을 받는 자동사. (3) 의미에 따라 활격 또는 불활격 논항을 받는 자동사. (1)의 활격 논항은 타동사의 행위자와 똑같이 후접어로 반드시 표시된다. (2)의 불활격 논항은 타동사의 피행위자와 똑같이 전접어로 선택적으로 표시된다. (3)에 속하는 자동사는 의미에 따라 (1)이나 (2)처럼 쓰일 수 있다. 일반적으로, 자발적인 행위나 상태를 나타내는 자동사는 활격을 받고, 비자발적인 행위나 상태를 나타내는 자동사는 불활격을 받는다.
| (1) | Jih              | ka=ji=jak.      |
|     | he               | INCHOATIVE=3=go |
|     | "그가 갔다."[20] |                 |
| (2) | Gopnyan                | ka=saket(=geuh).    |
|     | he                     | INCHOATIVE=sick(=3) |
|     | "그가 아프다."[20][21] |                     |
(1)에 속하는 동사로는 jak ‘가다’, batôk ‘기침하다’, kira ‘생각하다’, chén ‘사랑하다’ 따위가 있고, (2)에 속하는 동사로는 saket ‘아프다’, beureutôh ‘폭발하다’, rhët ‘떨어지다’, na ‘있다’, seunang ‘행복하다’ 따위가 있다.
(3)에 속하는 동사는 galak ‘좋아하다’, tuwö ‘잊다’, mulayi ‘시작하다’, teuka ‘도착하다’, maté ‘죽다’ 등 30여 개가 있으며, 자발적인 행위나 상태를 의미하는 경우 (1)처럼 쓰이고 비자발적인 행위나 상태를 의미하는 경우 (2)처럼 쓰인다.

## 사진

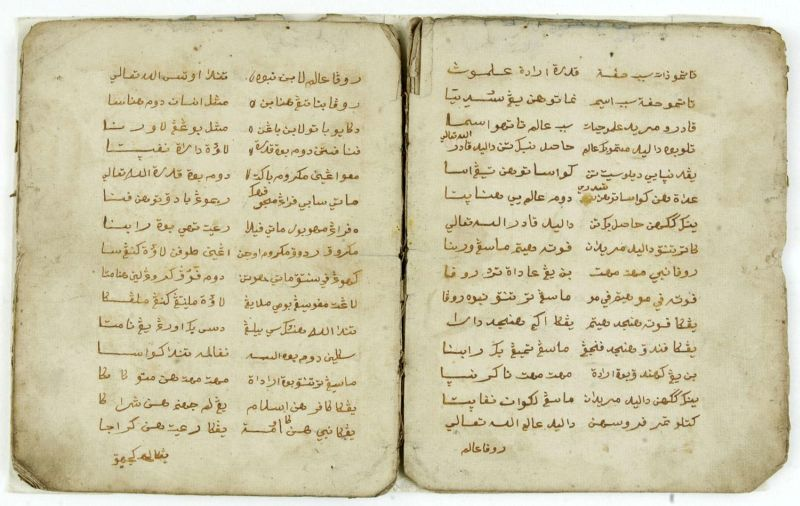
히카얏 아크바룰 카림
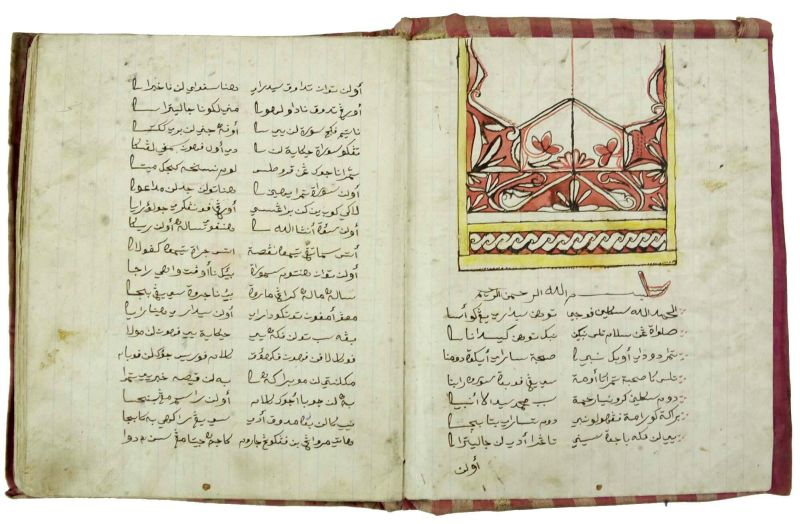
히카얏 반타 브란사

## 참고 문헌
- Al-Harbi, Awwad Ahmad Al-Ahmadi (2003), “Acehnese coda condition: An optimality-theoretic account” (PDF), 《Umm Al-Qura University Journal of Educational and Social Sciences and Humanities》 15 (1): 9–21
- Asyik, Abdul Gani (1982), “The agreement system in Acehnese” (PDF), 《Mon–Khmer Studies》 11: 1–33, 2013년 6월 5일에 원본 문서 (PDF)에서 보존된 문서
- Durie, Mark (1985). 《A grammar of Acehnese: on the basis of a dialect of North Aceh》 (PDF). Verhandelingen van het Koninklijk Instituut voor Taal-, Land- en Volkenkunde 112. Dordrecht: Foris Publications. ISBN 90-6765-074-9. 2013년 6월 5일에 원본 문서 (PDF)에서 보존된 문서. 2010년 12월 4일에 확인함.
- Durie, Mark (1988a). “The So-Called Passive of Acehnese”. 《Language》 64 (1): 104–113. doi:10.2307/414788. JSTOR 414788.
- Legate, Julie Anne (2012). “Subjects in Acehnese and the Nature of the Passive” (PDF). 《Language》 88 (3): 495–525. doi:10.1353/lan.2012.0069. JSTOR 23251862.
- Thurgood, Graham (2007), 《The Historical Place of Acehnese: The Known and the Unknown》 (PDF), 2008년 1월 19일에 원본 문서 (PDF)에서 보존된 문서
- Pillai, Stefanie; Yusuf, Yunisrina Qismullah (2012), “An instrumental analysis of acehnese oral vowels” (PDF), 《Language and Linguistics》 13 (6): 1029–1050, 2017년 10월 11일에 원본 문서 (PDF)에서 보존된 문서, 2019년 12월 29일에 확인함

## 추가 문헌
- Asyik, Abdul Gani (1987). 《A contextual grammar of Acehnese sentences》 (PDF) (학위논문). The University of Michigan. 2013년 6월 5일에 원본 문서 (PDF)에서 보존된 문서. 2010년 12월 4일에 확인함.
- Daud, Bukhari (1997). 《Writing and reciting Acehnese: perspectives on language and literature in Aceh》 (학위논문). The University of Melbourne. hdl:11343/37197.[깨진 링크(과거 내용 찾기)]
- Daud, Bukhari; Durie, Mark (1999). 《Kamus basa Acèh/Kamus bahasa Aceh/Acehnese-Indonesian-English thesaurus》. Pacific Linguistics Series C, Volume 151. Canberra: Pacific Linguistics. doi:10.15144/PL-C151. hdl:1885/146590. ISBN 0-85883-506-1.
- Durie, Mark (1984). 《A grammar of Acehnese》 (학위논문). Australian National University. doi:10.25911/5d6fa25bcc31c. hdl:1885/138059.
- Durie, Mark (1987). “Grammatical Relations in Acehnese”. 《Studies in Language》 11 (2): 365–399. doi:10.1075/sl.11.2.05dur.
- Durie, Mark (1988), 《Proto-Chamic and Acehnese mid vowels: towards Proto-Aceh-Chamic》 (PDF), 2013년 6월 5일에 원본 문서 (PDF)에서 보존된 문서
- Durie, Mark (1985). “Control and decontrol in acehnese”. 《Australian Journal of Linguistics》 5 (1): 43–53. doi:10.1080/07268608508599335.
- Lawler, John M. (1988). “On the Questions of Acehnese 'Passive'” (PDF). 《Language》 64 (1): 114–117. doi:10.2307/414789. JSTOR 414789. 2012년 3월 23일에 원본 문서 (PDF)에서 보존된 문서. 2019년 12월 29일에 확인함.